# جيم لويد
جيم لويد (بالإنجليزية: Jim Lloyd)‏ هو سياسي أسترالي، ولد في 17 يوليو 1954 في سيدني في أستراليا. حزبياً، نشط في الحزب الليبرالي الأسترالي. وقد انتخب Minister for Regional Development, Local Government and Territories ‏ (18 يوليو 2004 – 3 ديسمبر 2007) وانتخب عضو مجلس النواب الأسترالي عن دائرة Division of Robertson ‏ (2 مارس 1996 – 24 نوفمبر 2007).